# Шри-Гупта
Шри-Гупта (правил 240—290) — основатель древнеиндийской династии Гуптов, которая правила в Индии примерно с 320 до 550 года.
Источником возрождения единого Индо-Гангского государства после падения империи Маурьев стала Магадха — богатая на запасы металлов область со стабильной экономикой, где династия Гуптов начала проводить чрезвычайно удачную внешнюю политику. Основателем династии стал один из местных царей Гупта (Шри-Гупта), который уже в III веке решился назваться махараджей («великим царем»). За его именем называется вся династия.
В поздних надписях царей Гупта при последовательном перечислении членов династии предки царя не упоминаются, и родословная начинается только с него. Это, возможно, показывает, что род не отличался древностью и знатностью происхождения; есть основания предполагать, что они были вайшии. Каким был статус Шри-Гупта и размеры его владений доподлинно не известно. Расположение его царства также точно не установлено; предусматриваются различные локализации: в низинах Гангот Муршидабад, на востоке Варанаси и Аяга на западе.